# 賀欽
贺钦（1437年—1510年），字克恭，别号医闾，辽东广宁后屯卫（在今辽宁省锦州市境）人。

## 生平
其先世宁波府定海（今属宁波市镇海）人，戍籍辽东广宁后屯卫。山東鄉試第二名舉人，成化二年（1466年）成丙戌科會試第一百八十四名，廷試二甲第二十名進士，授戶科給事中，直言敢諫，不久稱病歸里，師事陳獻章。弘治時，起為陝西參議。正德庚午（1510年）十二月卒。

## 家族
曾祖賀瑞卿，祖父賀志德，父賀孟員。前母张氏；母郭氏。慈侍下。兄賀祥（百户）。